# WTA de Stanford
O WTA de Stanford – ou Bank of the West Classic, na última edição – foi um torneio de tênis profissional feminino, de nível WTA Premier.
Realizado em Stanford, no estado da Califórnia, nos Estados Unidos, estreou em 1997. Os jogos eram disputados em quadras duras durante o mês de julho e/ou agosto. Depois de 2017, foi substituído pelo WTA de San José.

## Histórico de nomes
Em 2010, esse torneio atingiu a marca de 40 anos no circuito, o mais antigo do WTA Tour.
- Mubadala Silicon Valley Classic (2019–2022)
- Bank of the West Classic (1992–2017)[4]
- Virginia Slims Championships (1983–1991)
- Avon Championships (1979–1982)[5]
- Virginia Slims of San Francisco (1973–78)[6]
- British Motor Cars Invitation (1971–72)[7]

Em 1º de junho de 2023, foi anunciado que o torneio se fundiria com o preexistente Washington Open e se mudaria permanentemente para Washington, D.C. O torneio de Washington deixou de ser um evento WTA 250 para se tornar um evento WTA 500. O Silicon Valley Classic realizou assim sua última edição em 2022.

## Finais

### Simples
| Ano  | Campeã             | Vice-campeã         | Resultado       |
| ---- | ------------------ | ------------------- | --------------- |
| 2017 | Madison Keys       | Coco Vandeweghe     | 7–64, 6–4       |
| 2016 | Johanna Konta      | Venus Williams      | 7–5, 5–7, 6–2   |
| 2015 | Angelique Kerber   | Karolína Plíšková   | 6–3, 5–7, 6–4   |
| 2014 | Serena Williams    | Angelique Kerber    | 7–61, 6–3       |
| 2013 | Dominika Cibulková | Agnieszka Radwańska | 3–6, 6–4, 6–4   |
| 2012 | Serena Williams    | Coco Vandeweghe     | 7–5, 6–3        |
| 2011 | Serena Williams    | Marion Bartoli      | 7–5, 6–1        |
| 2010 | Victoria Azarenka  | Maria Sharapova     | 6–4, 6–1        |
| 2009 | Marion Bartoli     | Venus Williams      | 6–2, 5–7, 6–4   |
| 2008 | Aleksandra Wozniak | Marion Bartoli      | 7–5, 6–3        |
| 2007 | Anna Chakvetadze   | Sania Mirza         | 6–3, 6–2        |
| 2006 | Kim Clijsters      | Patty Schnyder      | 6–4, 6–2        |
| 2005 | Kim Clijsters      | Venus Williams      | 7–5, 6–2        |
| 2004 | Lindsay Davenport  | Venus Williams      | 7–64, 5–7, 7–64 |
| 2003 | Kim Clijsters      | Jennifer Capriati   | 4–6, 6–4, 6–2   |
| 2002 | Venus Williams     | Kim Clijsters       | 6–3, 6–3        |
| 2001 | Kim Clijsters      | Lindsay Davenport   | 6–4, 56–7, 6–1  |
| 2000 | Venus Williams     | Lindsay Davenport   | 6–1, 6–4        |
| 1999 | Lindsay Davenport  | Venus Williams      | 7–61, 6–2       |
| 1998 | Lindsay Davenport  | Venus Williams      | 6–4, 5–7, 6–4   |
| 1997 | Martina Hingis     | Conchita Martínez   | 6–0, 6–2        |

### Duplas
| Ano  | Campeãs                               | Vice-campeãs                                   | Resultado        |
| ---- | ------------------------------------- | ---------------------------------------------- | ---------------- |
| 2017 | Abigail Spears Coco Vandeweghe        | Alizé Cornet Alicja Rosolska                   | 6–2, 6–3         |
| 2016 | Raquel Atawo Abigail Spears           | Darija Jurak Anastasia Rodionova               | 6–3, 6–4         |
| 2015 | Xu Yifan Zheng Saisai                 | Anabel Medina Garrigues Arantxa Parra Santonja | 6–1, 6–3         |
| 2014 | Garbiñe Muguruza Carla Suárez Navarro | Paula Kania Kateřina Siniaková                 | 6–4, 4–6, [10–5] |
| 2013 | Raquel Kops-Jones Abigail Spears      | Julia Görges Darija Jurak                      | 6–2, 7–64        |
| 2012 | Marina Erakovic Heather Watson        | Jarmila Gajdošová Vania King                   | 7–5, 7–67        |
| 2011 | Victoria Azarenka Maria Kirilenko     | Liezel Huber Lisa Raymond                      | 6–1, 6–3         |
| 2010 | Lindsay Davenport Liezel Huber        | Chan Yung-jan Zheng Jie                        | 7–5, 86–7, 10–8  |
| 2009 | Serena Williams Venus Williams        | Chan Yung-jan Monica Niculescu                 | 6–4, 6–1         |
| 2008 | Cara Black Liezel Huber               | Elena Vesnina Vera Zvonareva                   | 6–4, 6–3         |
| 2007 | Sania Mirza Shahar Pe'er              | Victoria Azarenka Anna Chakvetadze             | 6–4, 7–65        |
| 2006 | Anna-Lena Grönefeld Shahar Pe'er      | Maria Elena Camerin Gisela Dulko               | 6–1, 6–4         |
| 2005 | Cara Black Rennae Stubbs              | Elena Likhovtseva Vera Zvonareva               | 6–3, 7–5         |
| 2004 | Eleni Daniilidou Nicole Pratt         | Iveta Benešová Claudine Schaul                 | 6–2, 6–4         |
| 2003 | Cara Black Lisa Raymond               | Cho Yoon-jeong Francesca Schiavone             | 7–65, 6–1        |
| 2002 | Lisa Raymond Rennae Stubbs            | Janette Husárová Conchita Martínez             | 6–1, 6–1         |
| 2001 | Janet Lee Wynne Prakusya              | Nicole Arendt Caroline Vis                     | 3–6, 6–3, 6–3    |
| 2000 | Chanda Rubin Sandrine Testud          | Cara Black Amy Frazier                         | 6–4, 6–4         |
| 1999 | Lindsay Davenport Corina Morariu      | Anna Kournikova Elena Likhovtseva              | 6–4, 6–4         |
| 1998 | Lindsay Davenport Natasha Zvereva     | Larisa Neiland Elena Tatarkova                 | 6–4, 6–4         |
| 1997 | Lindsay Davenport Martina Hingis      | Conchita Martínez Patricia Tarabini            | 6–1, 6–3         |